# پیربهار ژولیده
پیربهار ژولیده (نام علمی: Erigeron vagus) نام یک گونه از سرده پیر بهار است.